# Dokumentenautomatisierung
Dokumentenautomatisierung (auch bekannt als Dokumentenerstellung oder Dokumentenassemblierung) bezeichnet die Gestaltung von Systemen und Workflows, die bei der Erstellung von elektronischen Dokumenten unterstützen. Dazu gehören logikbasierte Systeme, die Text- und/oder Datenbausteine verwenden, um neue Dokumente zusammenzusetzen. Dieser Prozess wird zunehmend in bestimmten Branchen eingesetzt – insbesondere zur Erstellung juristischer Dokumente, Verträge und Schreiben. Systeme zur Dokumentenautomatisierung können auch verwendet werden, um alle bedingten Texte, variablen Inhalte und Daten innerhalb eines Dokumentensatzes zu automatisieren. Automatisierungssysteme ermöglichen es Unternehmen, die manuelle Dateneingabe zu minimieren, den Zeitaufwand für das Korrekturlesen zu reduzieren und Risiken im Zusammenhang mit menschlichen Fehlern zu verringern. Weitere Vorteile sind Zeit- und Kosteneinsparungen durch reduziertes Papierhandling, Dokumentenverarbeitung, Lagerung, Verteilung, Porto/Versand, Fax, Telefonaufwand, Arbeitszeit und Abfall.

## Dokumentenerstellung
Die grundlegende Funktion besteht darin, das mühsame manuelle Ausfüllen sich wiederholender Dokumente durch vorlagenbasierte Systeme zu ersetzen. Dabei beantwortet der Benutzer softwaregesteuerte Interviewfragen oder füllt ein Dateneingabeformular aus. Die gesammelten Informationen werden anschließend genutzt, um das Dokument automatisch auszufüllen und einen ersten Entwurf zu erzeugen.
Moderne Systeme zur Dokumentenautomatisierung ermöglichen es den Benutzern, eigene Daten und Regeln (Logiken) zu definieren, ohne dass Programmierkenntnisse erforderlich sind.
Obwohl Dokumentenautomatisierungssoftware hauptsächlich in der juristischen, Finanz- und Risikomanagement-Branche eingesetzt wird, kann sie in jeder Branche Anwendung finden, die transaktionsbasierte Dokumente erstellt. Ein typisches Beispiel ist die Erstellung von gewerblichen Hypothekendokumenten. Eine einzelne Transaktion kann mehrere Dokumente umfassen, darunter:
- Schuldschein
- Umweltfreistellung
- Treuhandurkunde
- Hypothek
- Bürgschaft

Einige dieser Dokumente können zwischen 80 und 100 Seiten lang sein und Hunderte von optionalen Absätzen und Datenfeldern enthalten. Dokumentenautomatisierungssoftware kann automatisch die richtigen Variablen basierend auf den Transaktionsdaten einfügen. Darüber hinaus verfügen manche Programme über die Fähigkeit, ein gesamtes Dokumentenpaket in einer einzigen Datei zu bündeln, was Aktualisierungen und die Zusammenarbeit erheblich vereinfacht.
Auch einfachere Softwarelösungen, die leichter zu erlernen sind, können zur automatisierten Dokumentenerstellung eingesetzt werden, ohne dabei unnötig komplex zu sein. Pathagoras zum Beispiel beschreibt sich selbst als ein „Plain Text, keine Felder“-System zur Dokumentenerstellung. Zwischenablage-Manager ermöglichen es Nutzern, häufig verwendete Textbausteine zu speichern, logisch zu organisieren und schnell in endgültige Dokumente einzufügen.

## In der Lieferkette
Im Logistikbereich werden zahlreiche Dokumente verwendet. Dazu zählen unter anderem: Rechnungen, Packlisten (Manifeste), Inhaltsverzeichnisse, Kommissionierscheine, Empfangsbestätigungsformulare und -berichte (z. B. MSDS, Schadensberichte, Rücksendungsformulare), Import- und Exportdokumente, Lieferungsscheine, Frachtbriefe und andere Begleitpapiere. Diese Dokumente stellen in der Regel die Vertragsgrundlage zwischen dem Empfänger (Consignee) und dem Versender (Consignor) dar und sind daher sowohl für beide Parteien als auch für zwischengeschaltete Akteure – wie z. B. 3PL-Dienstleister und Behörden – von großer Bedeutung.
Die Bearbeitung dieser Dokumente erfolgt entlang der Lieferkette, in Distributionszentren oder Lagern, häufig manuell oder halbautomatisiert unter Verwendung von Barcodescannern, Softwarelösungen und Laserdruckern.
Einige Hersteller bieten Hochgeschwindigkeits-Dokumentenautomatisierungssysteme an, die gedruckte Dokumente automatisch mit dem Auftrag abgleichen und sie entweder direkt beilegen oder in einer Schutzhülle am Versandbehälter – meist einem flexiblen Versandbeutel oder einer starren Box – anbringen.
Datenschutz und Identitätsdiebstahl sind zentrale Herausforderungen, insbesondere mit dem Wachstum von E-Commerce, Online-Shopping und Teleshopping (frühere Formen: Katalog- oder Versandhandel). Daher ist es wichtiger denn je, sicherzustellen, dass jedes Dokument eindeutig dem richtigen Auftrag bzw. der richtigen Sendung zugeordnet wird.
Zu den Softwarelösungen, die zur Dokumentenerstellung eingesetzt werden, zählen: ERP-Systeme, WMS, TMS, ältere Middleware-Lösungen sowie gängige Buchhaltungsprogramme.
Mehrere Forschungsprojekte haben sich mit der erweiterten Standardisierung und Automatisierung von Dokumenten im Güterverkehr befasst.

## Im Rechtswesen
Automatisierungstechnologie kann bei der Erstellung juristischer Dokumente – etwa Arbeitsverträgen oder Nachlassplanungsdokumenten – eingesetzt werden, häufig über eine Online-Oberfläche oder mithilfe eines Entscheidungsbaums.
In großen Anwaltskanzleien werden Systeme zur Dokumentenerstellung häufig eingesetzt, um Arbeitsprozesse zu systematisieren – zum Beispiel bei der Erstellung komplexer Term Sheets oder erster Entwürfe von Kreditverträgen.
Mit der Liberalisierung des britischen Rechtsdienstleistungsmarkts durch den Legal Services Act 2007 haben große Institutionen ihr Angebot erweitert, um auch juristische Dienstleistungen für ihre Kundschaft anzubieten. Die meisten dieser Unternehmen nutzen Dokumentenautomatisierungstechnologie, um juristische Dokumente online bereitzustellen.
Dies gilt als Zeichen eines Trends zur „Kommodifizierung“, bei dem Technologien wie die Dokumentenautomatisierung zur Bereitstellung standardisierter, kostengünstiger juristischer Dienstleistungen für den Massenmarkt führen.

## In der Versicherungsbranche
Versicherungspolicen und -bescheinigungen können je nach Art der Versicherung mehrere hundert Seiten umfassen und spezifische Informationen über die versicherte Person enthalten. Früher wurden solche Policenpakete typischerweise auf folgende Weise erstellt:   
1. durch das manuelle Verfassen von Anschreiben,
2. durch das Beifügen vorgefertigter Broschüren,
3. durch das Bearbeiten von Vorlagen sowie,
4. durch das Anpassen von Grafiken mit den erforderlichen Informationen.

Anschließend wurden alle Dokumente manuell zusammengestellt und per Post an die versicherte Person gesendet. Ein solches Paket konnte unter anderem folgende Dokumenttypen enthalten:
- Begrüßungsschreiben
- Vertrag[15]
- Versicherungsschein (Certificate)
- Staatsspezifische Policendokumente
- Auflistung der versicherten Gegenstände und Versicherungssummen
- Nachträge (Amendments)
- Zusatzvereinbarungen (Riders)
- Versicherungskarte
- Unternehmensinformationen
- Werbematerial (z. B. zu weiteren Produkten)
- Datenblätter

Die Erstellung eines solchen Pakets war aufwendig. Die meisten Verwaltungssysteme in der Versicherungsbranche generieren als Ausgangspunkt eine sogenannte „Policenerklärung“, die jedoch häufig individuell angepasst und mit zusätzlichen Materialien ergänzt werden muss.